# Anti-Kriegs-Museum

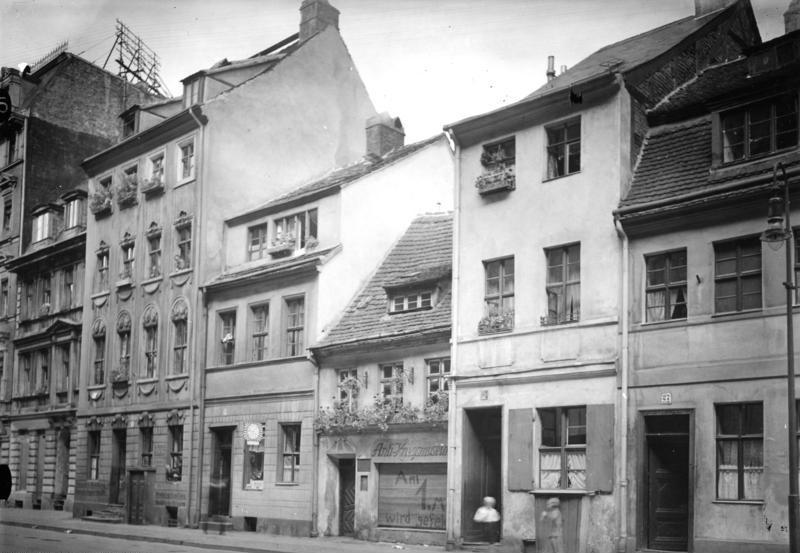
Der erste Standort des Anti-Kriegs-Museums in der Parochialstraße 29 (Bildmitte bzw. dritter Hauseingang von rechts) im Jahr 1930

Das Anti-Kriegs-Museum befindet sich in Berlin, in der Brüsseler Straße 21 im Ortsteil Wedding (Bezirk Mitte). Es ist das weltweit erste Museum gegen den Krieg und wurde vom anarchistisch-pazifistischen Kriegsgegner Ernst Friedrich 1925 gegründet.

## Geschichte

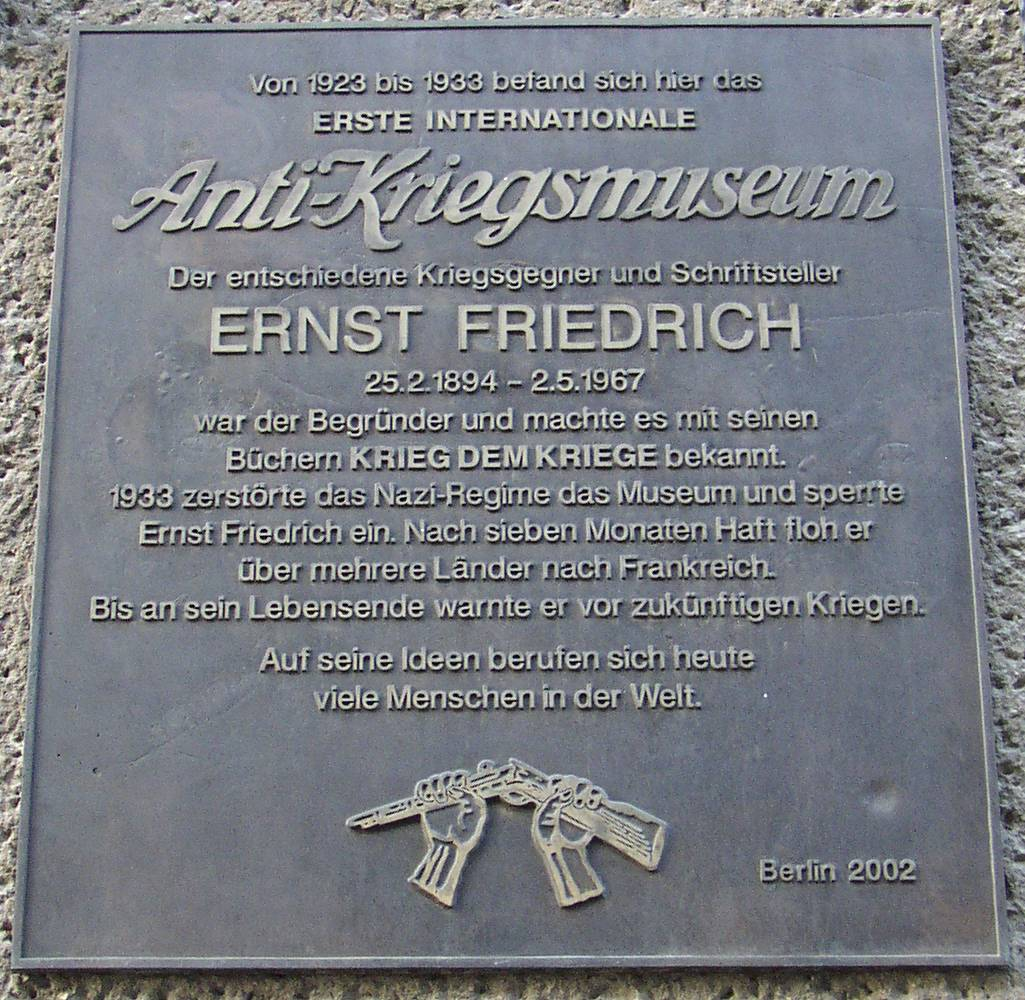
Im Jahr 2002 eingeweihte Gedenktafel am ersten Standort von Ernst Friedrichs Internationalem Anti-Kriegs-Museum in Berlin-Mitte (Parochialstr. 1–3)

Das 1925 von Ernst Friedrich gegründete Museum befand sich zunächst in der Parochialstraße 29 in Berlin-Mitte (unweit des Alexanderplatzes). Neben Objekten aus dem Ersten Weltkrieg wurden Bilder von Käthe Kollwitz und Otto Dix ausgestellt. Käthe Kollwitz illustrierte auch Publikationen von Ernst Friedrich. Zudem war es dem Museumsgründer gelungen, Fotografien von Kriegsverstümmelten zu beschaffen, auszustellen und in einem zweibändigen Buch "Krieg dem Kriege" herauszugeben. Mit dem Buch wurde das Museum überwiegend finanziert. In der Ausstellung wurde das Spielen der Kinder mit Soldatenspielzeug thematisiert.
Nachdem die Nazis das Museum im März 1933 geplündert hatten, eröffnete Ernst Friedrich sein Museum in Brüssel 1936 neu, wo es aber 1940 nach der deutschen Besetzung Belgiens wieder vollständig zerstört wurde. Das ehemalige Anti-Kriegs-Museum in Berlin diente umbenannt in Richard Fiedler Haus (nach dem SA-Führer Richard Fiedler) bis zum Abriss des Hauses 1936 als Sturmlokal der SA.
Am 2. Mai 1982 – dem 15. Todestag des Museumsgründers – wurde das Museum in Berlin wiedergegründet. Es befand sich vorübergehend in Berlin-Kreuzberg und seit Oktober 1984 am heutigen Ort.
Die Skulptur Das Gewehr zerbrechen vor dem Museum auf einer Freifläche auf der Lütticher Straße wurde am 1. Oktober 2005 aufgestellt. Künstler ist Antonio Monitillo.

## Aktuelle Ausstellung

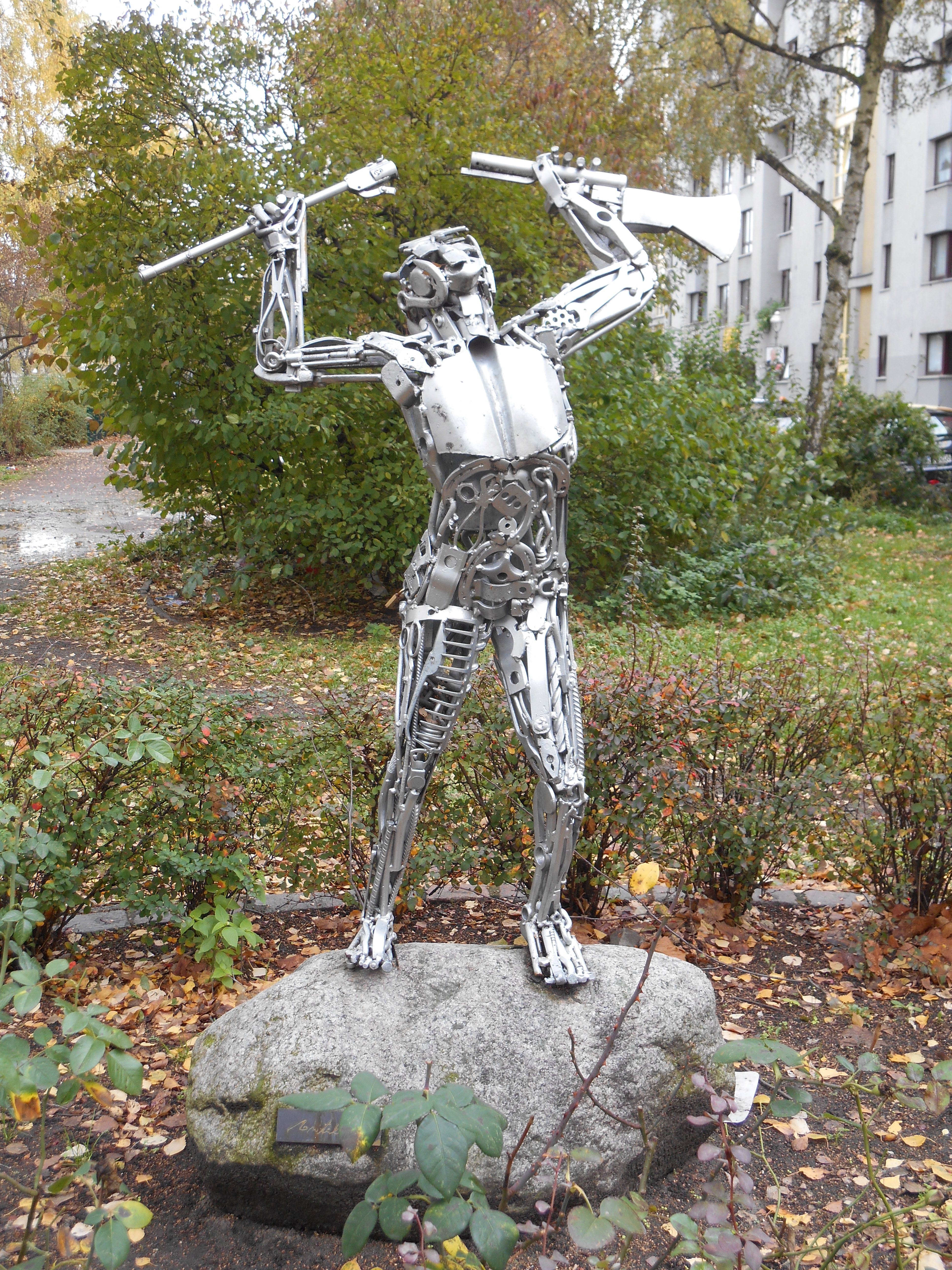
Metallskulptur Das Gewehr zerbrechen von Angelo Monitillo aus dem Jahr 2005 vor dem heutigen Anti-Kriegs-Museums

In einer Dauerausstellung werden die Schrecken der vergangenen Weltkriege, pazifistische Aktionen und die aktuelle Kriegssituation in der Welt dokumentiert. Zudem ist ein Luftschutzkeller zu besichtigen, dessen Einrichtung originalgetreu rekonstruiert wurde. In Wechselausstellungen werden Spezialthemen behandelt, eine Peace Gallery zeigt Kunst gegen den Krieg. Das Museum ist täglich (auch an Sonn- und Feiertagen) von 16 bis 20 Uhr geöffnet. Der Eintritt ist frei.